# Willie Smith (atléta, 1956)
Wiilie James Smith III (Rochester, Pennsylvania, 1956. február 28. – Sylacauga, Alabama, 2020. november 7.) olimpiai bajnok amerikai atléta, futó.

## Pályafutása
Az 1979-es San Juan-i pánamerikai játékokon 400 méteren bronzérmet szerzett. Az 1984-es Los Angeles-i olimpián a 4 × 400 m váltó tagjaként aranyérmet nyert, úgy hogy az előfutamok során szerepelt a váltóban, de a döntőben már nem.

## Sikerei, díjai
- Olimpiai játékok – 4 × 400 m váltó
  - aranyérmes: 1984, Los Angeles
- Pánamerikai játékok – 400 m
  - bronzérmes: 1979, San Juan